# Фергана
Фергана (узб. Fargʻona) — місто на сході Узбекистану, адміністративний центр Ферганського вілояту. Населення — близько 214 тис. осіб. Лежить на річці Маргілан-сай.

## Історія
Ще до нашої ери населення, що мешкало на території теперішньої Фергани, було відоме своїми породистими кіньми, яких цінували дуже високо у всій Центральній Азії. У I тисячолітті н. е. через оази Ферганської долини проходило одне з відгалужень Великого шовкового шляху, що позитивно впливало на місцеву торгівлю. Поширеним було видобування та переробка руди (золото, мідь, кіновар, залізо), що розвивало ювелірну та ковальську справи. На початку XVI ст. Захіруддін Мухаммад Бабур, який був нащадком Чингізхана і Тімура, правив Ферганою.
До російського завоювання землі були у складі Кокандського ханства, яке існувало з 1709 до 1876 р. на території теперішнього Узбекистану і Казахстану. Вторгнення росіян у Середню Азію почалося у 1840-х роках і завершилось приєднанням окремих тюркських держав до Російської імперії. Територія навколо Фергани увійшла до складу Ферганської області.
Місто засновано у 1876 р. під назвою Новий Маргелан (місто Маргелан лежить на відстані 20 км), у 1907—1924 мало назву Скобелєв на честь генерала Скобелєва. З 1924 року — Фергана.

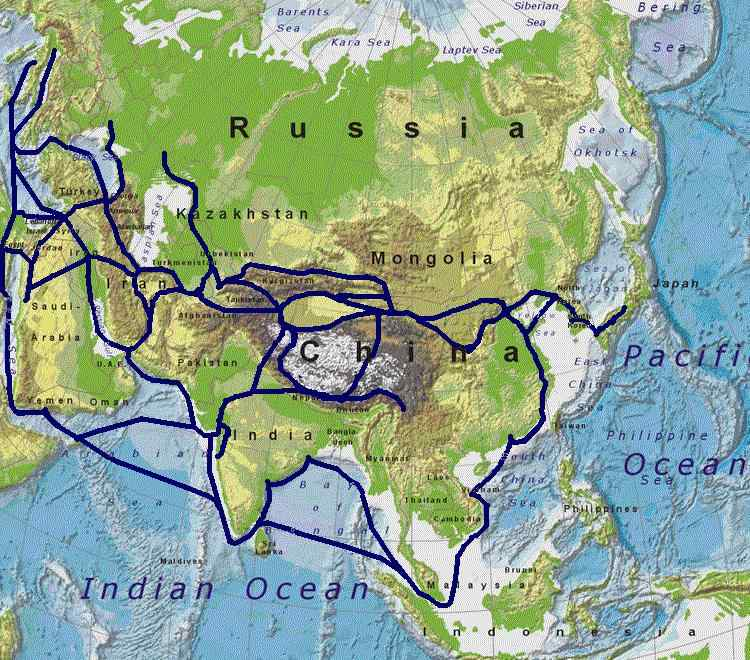
Через терени сучасної Фергани пролягала одна із гілок Великого шовкового шляху

Тут дислокується футбольний клуб «Нефтчі» — один з лідерів узбецького футболу, 5-разовий чемпіон країни, який виступає на стадіоні «Фаргона» (арена розрахована на 14 600 глядачів).
Діє міжнародний аеропорт «Фергана».

## Відомі люди

### Народилися
- Алексєєв Віктор Олексійович — український військовий діяч, полковник Армії УНР;
- Алексєєв Олександр Іванович — російський оперний співак, заслужений артист РРФСР.
- Ікбал Мелікузієв — узбецький Кінооператор, кінорежисер.